# Teemu Laakso
Teemu Laakso (ur. 27 sierpnia 1987 w Tuusula) – fiński hokeista, reprezentant Finlandii.

## Kariera
- Jää-Ahmat U16 (2001-2002)
- KJT U16, U18 (2002-2003)
- HIFK U20 (2003-2005)
- HIFK U18 (2005)
- HIFK (2004-2008)
  -  Suomi U20 (2006)
- Milwaukee Admirals (2008-2012)
- Nashville Predators (2009-2011)
- Siewierstal Czerepowiec (2011-2014)
- Växjö Lakers (2014-2017)
- HIFK (2017)

Wychowanek klubu Ahmat. Od czerwca 2012 zawodnik Siewierstali Czerepowiec, występującego w rozgrywkach KHL, związany dwuletnim kontraktem. Od lipca 2014 do lutego 2017 zawodnik Växjö Lakers Hockey. Od czerwca do początku listopada 2017 ponownie zawodnik HIFK.
Uczestniczył w turnieju mistrzostw świata w 2013.

## Sukcesy
Reprezentacyjne
- Brązowy medal mistrzostw świata juniorów do lat 20: 2006

Klubowe
- Złoty medal mistrzostw Szwecji: 2015 z Växjö Lakers

Indywidualne
- Mistrzostwa świata juniorów do lat 18 w 2004:
  - Pierwsze miejsce w klasyfikacji kanadyjskiej wśród obrońców: 6 punktów
  - Pierwsze miejsce w klasyfikacji asyst wśród obrońców: 4 asysty
- Mistrzostwa świata juniorów do lat 20 w 2006:
  - Pierwsze miejsce w klasyfikacji strzelców wśród obrońców: 3 gole